# Tasiagma ciliata
Tasiagma ciliata is een schietmot uit de familie Tasimiidae. De soort komt voor in het Australaziatisch gebied.